# Vir (Posušje, BiH)
Vir je naseljeno mjesto u općini Posušje, Federacija Bosne i Hercegovine, BiH.

## Zemljopis
Naselje Vir smjestilo se u Virskom polju, prosječna nadmorska visina polja kreće se oko 520 m, a Maslići je najniža točka 490 m. Niže naselje od Vira u Posuškoj općini jedino je Podbila, gdje je najniža točka na 406 m.
Najbliža planina:Zavelim (planina)
Postoje tri teze o imenu Vir:
1. vir kao mjesto gdje uvire voda,
2. od lat. vir, viri, m. - muž, junak i
3. vir od vira odnosno vjera

Vir se može podijeliti na zaseoke od smjera Posušja prema Zavelimu: 

- Mikulići,
- Kadim,
- Koštre,
- Jukići,
- Đereci,
- Megdan,
- Budimiri,
- Čubrina,
- Janjići,
- Markići,
- Polići Gornji
- Polići Donji,
- Glavica Gornja,
- Glavica Donja,
- Dubrave,
- Čamberi i
- Pirići.

## Povijest
Ima bogatu povijest, počevši iz razdoblju mlađeg (neolitik) kamenog doba i to iz njegovog starijeg podrazdoblja postoje ostatci čovjeka u Žukovičkoj pećinini u susjednom selu  Zagorje, od rimskog doba pa sve do današnjih dana. Na području Vira nađene su ilirske gomile, ostatci rimskih utvrda, rimski novac, stećci itd. U cijeloj Hercegovini Vir je posljednji pao pod tursku vlast i to davne 1513. god. Za vrijeme I. i II. svjetskog rata izginulo je dosta Virana, a mnogi su sudjelovali i u posljednjem Domovinskom.

## Župa
Vir je najstarija župa koja je odcijepljena od matične župe Posušje. Vir postaje samostalna župa 27. travnja 1871. godine
Župa je posvećena sv. Juri i župna crkva je sv. Jure. U Viru postoje dvije filijalne crkve: sv. Ante Zavelim i sv. Petra Podbila.
Zagorje se je odijelilo od župe Vir 1980. godine te je samostalna župa. Također selo Vinjani, dio sela od Zovkinih kuća prema Posušju pripada posuškoj župi od 1972. godine djeluje kao samostalna župa a prije toga je pripadalo župi Vir.

## Stanovništvo

### Popisi 1971. – 1991.
| Vir                |                 |                 |                 |
| godina popisa      | 1991.           | 1981.           | 1971.           |
| Hrvati             | 1.658 (98,98 %) | 1.741 (99,08 %) | 1.860 (99,35 %) |
| Srbi               | 0               | 9 (0,51 %)      | 5 (0,26 %)      |
| Muslimani          | 0               | 1 (0,05 %)      | 3 (0,16 %)      |
| Jugoslaveni        | 0               | 5 (0,28 %)      | 0               |
| ostali i nepoznato | 17 (1,01 %)     | 1 (0,05 %)      | 4 (0,21 %)      |
| ukupno             | 1.675           | 1.757           | 1.872           |

### Popis 2013.
| Vir                |                |
| godina popisa      | 2013.          |
| Hrvati             | 1.621 (99,69%) |
| Srbi               | 0              |
| Bošnjaci           | 0              |
| ostali i nepoznato | 5 (0,31%)      |
| ukupno             | 1.626          |

## Šport
- NK Vir Posušje